# Dood van koning Boudewijn

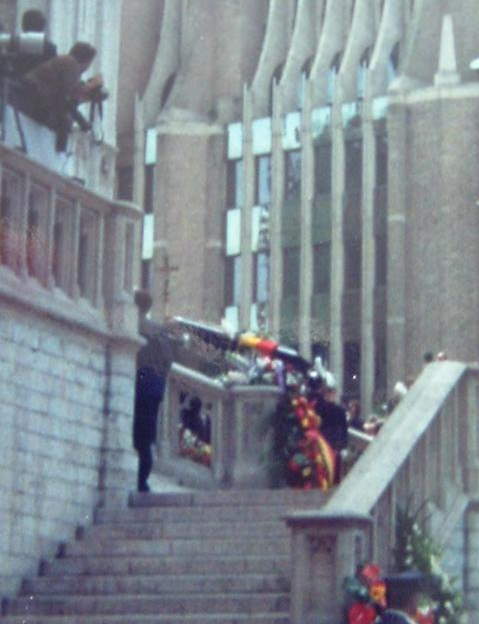
Het gekiste lichaam van de koning daalt de trappen af van de Kathedraal van Sint-Michiel en Sint-Goedele voor de laatste gang naar Laken

De dood van koning Boudewijn op 31 juli 1993 was een ingrijpende gebeurtenis in de Belgische monarchie.
Boudewijn was een bekend hartpatiënt, die voor zijn dood al een paar ingrepen had moeten ondergaan. Het laatste publieke optreden van de koning was op de nationale feestdag van België in 1993, voordat hij samen met zijn vrouw op reis ging naar hun buitenverblijf in Motril (Spanje) zoals elk jaar het geval was. Daar overleed de koning ten gevolge van een hartstilstand op 62-jarige leeftijd. Het stoffelijk overschot werd teruggebracht naar het Koninklijk Paleis te Laken.
De dood van de koning zorgde voor een grote volkstoeloop naar het paleis om de laatste eer te bewijzen: vele tienduizenden mensen stonden uren in de rij. Daarbij werd het Rode Kruis ingeschakeld om de wachtende mensen bij te staan en water aan te reiken omwille van de grote hitte tijdens deze augustusdagen.

## Zaterdag 31 juli
Op zaterdagavond 31 juli omstreeks 19:50 verwittigde kabinetschef Jacques van Ypersele de Strihou premier Dehaene (die die avond een wedstrijd van Club Brugge bijwoonde) dat de vorst was overleden ten gevolge van hartfalen. Nadat de premier op de hoogte was gesteld werden het hof en de diensten van de prinsen en prinsessen verwittigd. Prins Albert verbleef op dat ogenblik in Châteauneuf-Grasse.
In de Villa Astrida in Motril werd koningin Fabiola bijgestaan door de Belgische ambassadeur en het Spaanse vorstenpaar dat onmiddellijk zijn vakantie onderbrak.

## Zondag 1 augustus
Rond middernacht gaf het Spaanse persbureau Efe een bulletin uit:
Volgens diplomatieke bronnen zou de Koning der Belgen zijn overleden te Motril omstreeks 22:00. 
Midden in de nacht werden alle Spaanse radio- en televisieprogramma's onderbroken.
In Spanje werden vele extra nieuwsbulletins gebracht en ook in de Belgische media werd het bericht vanaf ongeveer middernacht gebracht. De Belgen waren nog niet op de hoogte. Velen zouden het nieuws pas 's ochtends vernemen.
Om middernacht kwam het kabinet in spoedzitting bijeen, daar deelde de premier de dood van de koning mee. De laatste keer dat een regerend koning der Belgen was overleden dateerde van de dood van Albert I in 1934 (Leopold III had in 1951 troonsafstand gedaan naar aanleiding van de Koningskwestie). Op de spoedzitting van het kabinet werd vastgesteld dat de constitutionele opvolger prins Albert was. Premier Dehaene, de kabinetschef en de minister van Justitie vertrokken vervolgens onmiddellijk naar Motril, waar zij het overlijden van de koning officieel moesten vaststellen. Vandaar vlogen ze naar Frankrijk voor een ontmoeting met prins Albert. Nadien kon de premier een plechtige aankondiging doen voor de media naar aanleiding van het overlijden van de koning. In zijn toespraak maakte de premier Boudewijns dood bekend en kondigde de opvolging aan door zijn broer Albert.
Op vele plaatsen in België werden de vlaggen halfstok gehesen en werden missen opgedragen ter nagedachtenis van de koning. Alle media stelden hun programma's bij in het teken van het overlijden. Het Spaanse vorstenpaar begeleidde de koning op zijn laatste tocht in Spanje tot aan het vliegtuig.

## Maandag 2 augustus
In de nacht van zondag op maandag keerden koningin Fabiola en de toekomstige koning, prins Albert terug naar België, met het stoffelijk overschot van koning Boudewijn. Albert zou de week daarna de eed afleggen. Later op de dag kwamen de Kamer en de Senaat in spoedzitting bijeen, alle leden bijeen brengende die men in die verlofperiode had kunnen bereiken.
Ondertussen ontving de regering een groot aantal rouwbetuigingen uit de hele wereld, van staatshoofden, regeringsleiders, ambassadeurs en ministers, bisschoppen, burgemeesters, gouverneurs, rechters, edellieden, Europarlementariërs en Europese commissarissen. Ook de koningin, prins Albert en groothertogin Josephine Charlotte, ontvingen talrijke rouwbetuigingen.
Vele tienduizenden brachten de koning een laatste groet en ondertekenden de rouwregisters.

## Zaterdag 7 augustus
Op zaterdag 7 augustus vond de uitvaart plaats. Vanuit het Koninklijk Paleis te Brussel werd de kist met het stoffelijk overschot van de koning op een affuit geplaatst en op het plein voor het paleis gezet. Na het blazen van de Last Post werd een speciale versie van de Brabançonne gespeeld, van zeer traag, oplopend naar het gewone marstempo. Vervolgens trok de rouwstoet naar de Kathedraal van Sint-Michiel en Sint-Goedele waar de uitvaartplechtigheid plaatsvond.
Vele staatshoofden en regeringsleiders brachten persoonlijk een laatste groet. Paus Johannes Paulus II stuurde een boodschap die door kardinaal Danneels werd voorgelezen tijdens de kerkelijke dienst. Vanuit Congo waren enkel een paar kardinalen en aartsbisschoppen aanwezig; Mobutu was persona non grata in België. Zeer bijzonder was de aanwezigheid van Elizabeth II van het Verenigd Koninkrijk, dit was namelijk de enige begrafenis die zij in het buitenland in persoon bijwoonde tijdens haar regeerperiode. Dit geldt ook voor de aanwezigheid van de Japanse keizer en persoonlijke vriend van Boudewijn, Akihito, voor wie de Belgische vorst destijds tussenpersoon was in de briefwisseling tussen hem en zijn latere echtgenote.
Koningin Fabiola was in het wit gekleed en de dienst droeg duidelijk haar stempel. José van Dam en Will Tura (met een bewerking van zijn Hoop Doet Leven) zongen er, terwijl een paar getuigenissen werden voorgelezen betreffende problemen die de koning na ter harte lagen. Ook het Bist du bei mir van Bach werd gezongen, wat eerder buiten door een militaire kapel werd gespeeld bij aankomst van de kist bij de kerk.
Zoals ook de dagen ervoor gebeurde, werd er spontaan geapplaudisseerd op het moment dat de koningin de kerk verliet. Het applaudisseren vooraf en tijdens een uitvaart was een fenomeen dat nog niet gewoon was, later gebeurde het ook bij andere uitvaarten zoals tijdens de uitvaart van Diana, prinses van Wales en Pim Fortuyn.
Nadien werd het stoffelijk overschot van de koning bijgezet in de Crypte van Laken, naast zijn voorgangers.
Twee dagen later, op 9 augustus, legde Albert de eed af als Koning der Belgen, voor de verenigde wetgevende lichamen, Kamer en Senaat. Tot dat moment werd de grondwettelijke macht van de Koning uitgeoefend door de ministerraad.